# Gastroskopi

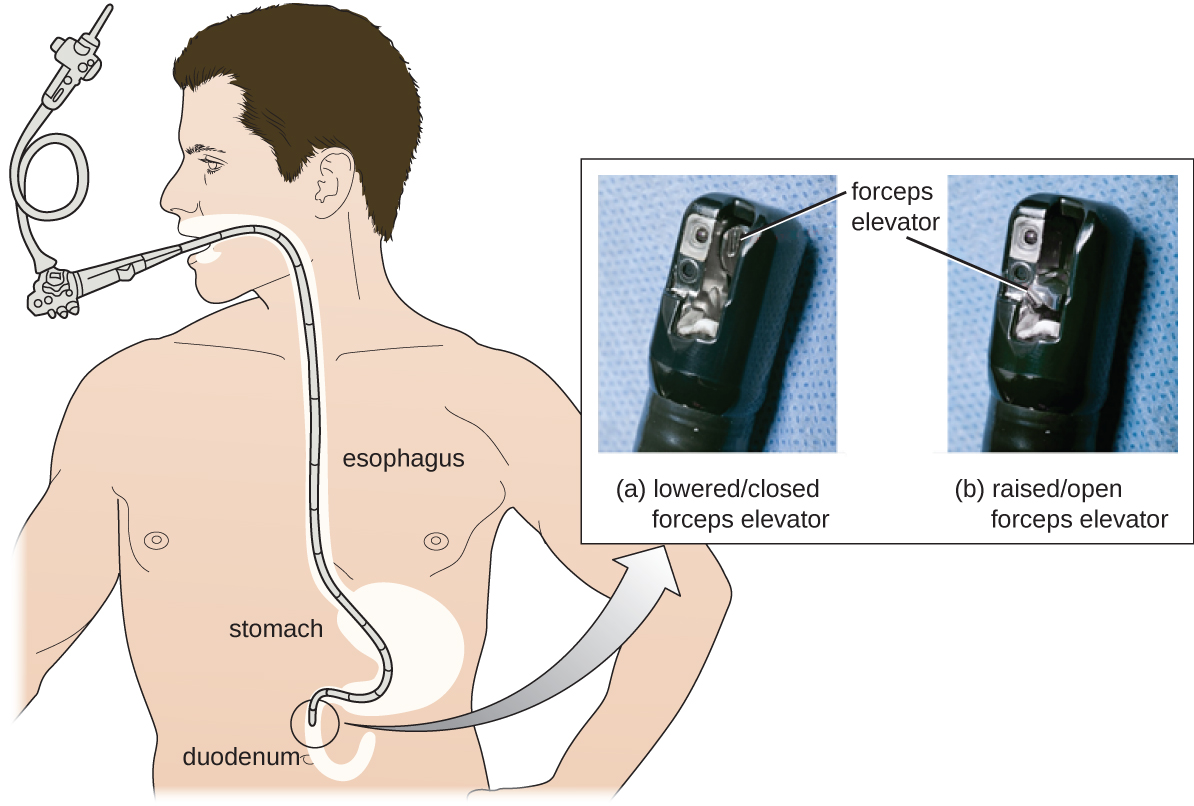
Gastroskopi är en diagnostisk metod som används för att upptäcka bl.a. blödande ulcus. Ytterändan av gastroskopen kan ta biopsier för vidare undersökning.

Gastroskopi är en inspektion av magsäcken, matstrupen eller tolvfingertarmen. Undersökningen görs med video- eller fiberendoskopisk teknik från insidan. 
Gastroskopi kan hos vissa upplevas som obehagligt men utöver standardbedövningen finns även lugnande att få. I vissa enstaka fall kan undersökning även göras under narkos, men det är sällan det används.
Egentligen syftar gastroskopi endast till magsäcken (grekiska: gaster), men i praktiken används uttrycket även för andra delar av undersökningen.

## Gastroskopet
Undersökningen genomförs med ett gastroskop. Gastroskopet är en kamera i form av en lång böjlig slang med en diameter på cirka 1 centimeter. Med instrumentet kan man även suga rent, skölja med vatten och spänna ut mag-tarmkanalen med luft för att få bättre sikt. Kameran förmedlar en bild som läkaren kan se på en tv-skärm och kan på så sätt direkt se om det finns sjukliga förändringar som exempelvis magkatarr och celiaki. Om inget visas direkt via tv-skärmen kan läkaren ta ett vävnadsprov från slemhinnan för mikroskopisk analys. En sådan provtagning är helt smärtfri.

## Förberedelser
Patienten får inte äta eller dricka 4-6 timmar före undersökningen. Är patienten opererad för hjärtklaffel, har pacemaker eller behandlas med blodförtunnande medicin så måste patienten kontakta avdelningen minst en vecka i förväg då vissa förberedelser måste göras. Även vissa andra operationer eller mediciner kan göra att patienten måste kontakta avdelningen i förväg. Har patienten en sjukdom som regelbundet kräver medicin som exempelvis diabetes eller epilepsi så ska behandlande läkare rådfrågas först om medicinen kan undvikas.

### Undersökningen
När patienten kommer till undersökningen får denne dricka en liten mängd Minifom som minskar skum och gasbildning i magsäcken. Svalget bedövas sedan med bedövningsspray som kan ge en känsla av en klump i halsen. Bedövningen eller undersökningen påverkar inte andningsvägarna på något sätt utan patienten kan andas normalt under hela undersökningen. 
Om så behövs kan patienten även få något lugnande i injektionsform. Genom hela undersökningen finns minst en sjuksköterska till hands för att stötta och lugna patienten. Enligt Vårdguiden är det bra att patienten har en anhörig med sig inne i behandlingsrummet för att känna sig trygg.
Efter samtal med läkaren får patienten ett bitmunstycke för att skydda sina tänder och instrumentet. Patienten får därefter ligga ner på sidan. Läkaren för ner gastroskopet genom munnen och vidare ner till det som ska inspekteras, exempelvis matstrupen, magsäcken eller tolvfingertarmen. När gastroskopet ska passera svalget ber läkaren patienten att hjälpa till genom att svälja. Gastroskopi är idag en mycket tillförlitlig diagnosmetod eftersom patienten allt som oftast får en diagnos fastställd genom gastroskopi.

#### Gastroskopi under narkos
I vissa fall kan gastroskopi göras under narkos om patienten har väldigt mycket kräkreflexer eller får panik. Patienten får oftast då endast narkos så att han eller hon hålls sövd i cirka 30 minuter.

### Undersökningstid
Med förberedelser inräknat så tar undersökningen cirka 15-20 minuter. Själva undersökningen utan förberedelserna inräknade tar oftast max 5-10 minuter.

### Efter undersökningen
Då patienten fått lokalbedövning i svalget får vederbörande inte äta eller dricka den första timmen efter undersökningen då det annars finns risk att patienten kan svälja fel beroende på bedövningen. Om även lugnande medel har givits får patienten ligga på en brits till detta medel har släppt, vilket tar cirka 20-30 minuter från det att gastroskopin har genomförts. Att inte köra bil kan också rekommenderas.
Har gastroskopin gjorts under narkos förlängs vilotiden med minst ytterligare 30 minuter.

## Kapselendoskopi
En metod för att undersöka matsmältningskanalen utan att använda gastroskop. En minikamera formad som ett piller sväljs och därefter tar kameran bilder hela vägen ner genom matsmältningskanalen. Undersökningen kallas kapselendoskopi och används idag som alternativ till andra undersökningar. Till skillnad från gastroskopin kan kapselendoskopin användas för undersökning av hela matsmältningskanalen. Fördelarna är att man får en väldigt tydlig bild av hur tarmen ser ut. Till nackdelarna hör att man inte kan ta vävnadsprover.